# Regional Express Airlines
Regional Express Airlines (або Regional Express Pty Ltd, також відома як Rex) — регіональна комерційна авіакомпанія, що базується в місті Вагга-Вагга, що знаходиться в штаті Новий Південний Уельс (Австралія). Використовуючи літаки серії Saab 340, вона здійснює регулярні рейси, що зв'язують регіональні аеропорти австралійських штатів Новий Південний Уельс, Квінсленд, Південна Австралія, Вікторія і Тасманія зі своїми основними аеропортами, розташованими у містах Аделаїда, Мельбурн, Сідней і Таунсвілл.

## Історія
Авіакомпанія Regional Express Airlines була утворена в 2002 році в результаті злиття Hazelton Airlines (англ.) і Kendell Airlines (англ.), придбаних консорціумом Australiawide Airlines після розпаду авіакомпанії Ansett Australia (англ.).

## Повітряний флот
Станом на вересень 2011 року повітряний флот авіакомпанії Regional Express Airlines складали наступні літаки:

## Маршрутна мережа
У грудні 2011 року маршрутна мережа регулярних пасажирських перевезень авіакомпанії Regional Express Airlines включала в себе наступні пункти призначення:
| Місто          | Штат Австралії        | ІАТА | ІКАО | Аеропорт                | Пункти призначення |
| Аделаїда       | Південна Австралія    | ADL  | YPAD | Аеропорт Аделаїди       | Брокен-Хілл, Острів Кенгуру, Кубер-Педі, Маунт-Гамбієр, Порт-Лінкольн, Седьюна, Вайалла                                                          |
| Балліна        | Новий Південний Уельс | BNK  | YBNA | Аеропорт Балліни        | Сідней |
| Батерст        | Новий Південний Уельс | BHS  | YBTH | Аеропорт Батерста       | Сідней |
| Берні          | Тасманія              | BWT  | YWYY | Аеропорт Берні          | Мельбурн |
| Брокен-Хілл    | Новий Південний Уельс | BHQ  | YBHI | Аеропорт Брокен-Хілла   | Аделаїда, Сідней |
| Графтон        | Новий Південний Уельс | GFN  | YGFN | Аеропорт Графтона       | Сідней |
| Гріффіт        | Новий Південний Уельс | GFF  | YGTH | Аеропорт Гріффіта       | Мельбурн, Сідней |
| Даббо          | Новий Південний Уельс | DBO  | YSDU | Аеропорт Даббо          | Сідней |
| Джулія-Крік    | Квінсленд             | JCK  | YJLC | Аеропорт Джулія-Крік    | Таунсвилл |
| Острів Кенгуру | Південна Австралія    | KGC  | YKSC | Аеропорт Кенгуру-Айленд | Аделаїда |
| Острів Кінг    | Тасманія              | KNS  | YKII | Аеропорт Кінг-Айленд    | Мельбурн |
| Кубер-Педі     | Південна Австралія    | CPD  | YCBP | Аеропорт Кубер-Педі     | Аделаїда |
| Лісмор         | Новий Південний Уельс | LSY  | YLIS | Аеропорт Лісмора        | Сідней |
| Лонгріч        | Квінсленд             | LRE  | YLRE | Аеропорт Лонгріча       | Таунсвілл |
| Маунт-Айза     | Квінсленд             | ISA  | YBMA | Аеропорт Маунт-Айза     | Таунсвілл |
| Маунт-Гамбієр  | Південна Австралія    | MGB  | YMTG | Аеропорт Маунт-Гамбієр  | Аделаїда, Мельбурн |
| Мельбурн       | Вікторія              | MEL  | YMML | Аеропорт Мельбурна      | Берні, Гріффіт, Острів Кінг, Мерімб'юла, Маунт-Гамбієр, Мілдьюра, Моруя, Олбері, Вагга-Вагга                                                     |
| Мерімбьюла     | Новий Південний Уельс | MIM  | YMER | Аеропорт Мерімбьюли     | Мельбурн, Сідней |
| Мілдьюра       | Вікторія              | MQL  | YMIA | Аеропорт Мілдьюри       | Мельбурн |
| Моруя          | Новий Південний Уельс | MYA  | YMRY | Аеропорт Моруї          | Мельбурн, Сідней |
| Наррандера     | Новий Південний Уельс | NRA  | YNAR | Аеропорт Наррандери     | Сідней |
| Ньюкасл        | Новий Південний Уельс | NTL  | YWLM | Аеропорт Ньюкасла       | Сідней |
| Олбері         | Новий Південний Уельс | ABX  | YMAY | Аеропорт Олбері         | Мельбурн, Сідней |
| Оріндж         | Новий Південний Уельс | OAG  | YORG | Аеропорт Орінджа        | Сідней |
| Паркс          | Новий Південний Уельс | PKE  | YPKS | Аеропорт Паркс          | Сідней |
| Порт-Лінкольн  | Південна Австралія    | PLO  | YPLC | Аеропорт Порт-Лінкольна | Аделаїда |
| Річмонд        | Квінсленд             | RCM  | YRMD | Аеропорт Річмонда       | Таунсвілл |
| Седьюна        | Південна Австралія    | CED  | YCDU | Аеропорт Седьюни        | Аделаїда |
| Сідней         | Новий Південний Уельс | SYD  | YSSY | Аеропорт Сіднея         | Балліна, Батерст, Брокен-Хілл, Гріффіт, Графтон, Даббо, Лісмор, Мерімбьюла, Моруя, Наррандера, Ньюкасл, Олбері, Оріндж, Паркс, Тарі, Вагга-Вагга |
| Тарі           | Новий Південний Уельс | TRO  | YTRE | Аеропорт Тарі           | Сідней |
| Таунсвилл      | Квінсленд             | TSV  | YBTL | Аеропорт Таунсвілла     | Хьюенден, Джулія-Крік, Лонгріч, Маунт-Айза, Річмонд, Вінтон                                                                                      |
| Вайалла        | Південна Австралія    | WYA  | YWHA | Аеропорт Вайалли        | Аделаїда |
| Вінтон         | Квінсленд             | WIN  | YWTN | Аеропорт Вінтона        | Таунсвілл |
| Вагга-Вагга    | Новий Південний Уельс | WGA  | YSWG | Аеропорт Вагга-Вагга    | Мельбурн, Сідней |
| Хьюэнден       | Квінсленд             | HGD  | YHUG | Аеропорт Хьюендена      | Таунсвілл |